# Droga N239 (Holandia)
Droga prowincjonalna N239 (nid. Provinciale weg 239) – droga prowincjonalna w Holandii, w prowincji Holandia Północna. Przebiega od węzła z drogą N242 we wsi Nieuwe Niedorp do skrzyżowania z drogą N240 w Medembliku.